# Alombus meruensis
Alombus meruensis är en tvåvingeart som beskrevs av Richards 1962. Alombus meruensis ingår i släktet Alombus och familjen fritflugor.
Artens utbredningsområde är Tanzania. Inga underarter finns listade i Catalogue of Life.